# 特攻大作戦
『特攻大作戦』（とっこうだいさくせん、原題：The Dirty Dozen）は、1967年に公開されたイギリス・アメリカの戦争映画。監督はロバート・アルドリッチ。リー・マーヴィン、ロバート・ライアン、ジョージ・ケネディ、チャールズ・ブロンソン、アーネスト・ボーグナイン、リチャード・ジャッケル主演。1965年に発表されたE・M・ナサンソンの小説『12人の囚人兵』（原題：The Dirty Dozen）を原作としている。

## あらすじ
アメリカ陸軍のライズマン少佐は破壊工作の専門家として戦地を渡り歩いていたが、独断専行が過ぎて待機を命じられてしまい、新たな任地も決まらない状態だった。そんな中、イギリス先遣アメリカ陸軍（ADSEC）のウォーデン少将からノルマンディー上陸作戦に先立ち、ドイツ国防軍の高級将校たちが集う保養所を襲撃して指揮系統を混乱させるように命令される。「作戦に従事する者は在イギリスのアメリカ陸軍刑務所に収監された犯罪者の中から選出するように」という指示にライズマンは不満を抱くが、ウォーデンの命令で仕方なく12人の囚人を選び出し、罪を帳消しにする条件で作戦に従事させる。囚人たちは隔離された場所で訓練を行うことになったが、脱走を図る者や厳しい訓練に辟易する者が出るなど士気は上がらず、監督する憲兵隊のボーレン軍曹やモーガン伍長も苛立ちを見せていた。しかし、囚人たちは厳格なライズマンへの反発をきっかけに団結するようになり、ライズマンも反発心を利用して囚人たちを作戦遂行に耐え得るような部隊に鍛え上げていった。
訓練を通して次第に連帯感を増す囚人たちに満足したライズマンは、訓練終了日に労いとして訓練地内に娼婦たちを呼ぶが、ライズマンを毛嫌いする第101空挺師団のブリード大佐は、翌朝に手勢を率いて訓練地を制圧する。ブリードは囚人たちを問い詰めるが、外出先から戻ってきたライズマンに不意を突かれ、武装解除させられ追い出されてしまう。ブリードは腹いせに「囚人たちの練度は低くて役に立たない」とウォーデンに報告して作戦を中止に追い込もうとする。ライズマンもウォーデンに直談判するが議論は平行線を辿り、ウォーデンの幕僚であるアンブラスター少佐の提案で、近日中に行われる予定の軍事演習にライズマンの部隊を参加させ、その場でブリードの部隊と競わせて実力を証明させることになった。軍事演習の当日、囚人たちは負傷兵に扮してブリードの指揮所に紛れ込み、後から駆け付けた救護兵に扮する別動隊と共に指揮所を占拠して、ウォーデンとブリードに自分たちの実力を認めさせる。
いよいよ作戦が決行され、囚人たちはライズマンとボーレンに伴われてフランス領内へ落下傘降下する。隊員ヘミネスが樹木に引っかかって事故死し、残りの隊員たちはドイツ軍が保養所として使っている城館に潜入する。ドイツ軍将校に扮したライズマンと隊員ウラディスローは邸内から部隊を手引きするが、訓練中から「精神破綻者」と指摘されていた隊員マゴットが、ドイツ軍将校が同伴した女性を殺し、さらに味方の隊員に向かって銃を乱射したため作戦に障害が出てしまう。マゴットは味方によって射殺されたが、ドイツ軍将校たちは地下の倉庫に逃げ込んでしまい、周辺のドイツ軍も騒ぎを聞きつけて屋敷に急行する。ドイツ軍との銃撃戦の中で隊員たちは次々に死んでいき、ライズマンは地下への通気口に大量の手榴弾とガソリンを仕掛けて、ドイツ軍将校たちを屋敷ごと爆殺する。作戦は成功して連合軍は予定通りにノルマンディーに上陸するが、挺身隊の中で生き残ったのは満身創痍のライズマン、ボーレン、ウラディスローの3人だけだった。そして作戦成功に対する褒賞として、ウラディスローは放免、死んだ11人の囚人たちは名誉回復となった。

## キャスト
| 役名                                   | 俳優                     | 日本語吹替                    |
| 役名                                   | 俳優                     | 東京12ch版                    |
| -------------------------------------- | ------------------------ | ----------------------------- |
| ジョン・ライズマン少佐                 | リー・マーヴィン         | 森川公也                      |
| ウォーデン少将                         | アーネスト・ボーグナイン | 水鳥鉄夫                      |
| ジョセフ・T・ウラディスロー            | チャールズ・ブロンソン   | 小林清志                      |
| ロバート・T・ジェファーソン            | ジム・ブラウン           | 飯塚昭三                      |
| ヴィクター・R・フランコ                | ジョン・カサヴェテス     | 寺島幹夫                      |
| クライド・ボーレン軍曹                 | リチャード・ジャッケル   | 納谷六朗                      |
| マックス・アンブラスター少佐           | ジョージ・ケネディ       | 藤本譲                        |
| ペドロ・ヘミネス                       | トリニ・ロペス           | 増岡弘                        |
| スチュアート・キンダー大尉             | ラルフ・ミーカー         | 村松康雄                      |
| エヴェレット・ダッシャー・ブリード大佐 | ロバート・ライアン       | 北村弘一                      |
| アーチャー・J・マゴット                | テリー・サバラス         | 水鳥鉄夫                      |
| ヴァーノン・L・ピンクリー              | ドナルド・サザーランド   | 仲木隆司                      |
| サムソン・ポウジー                     | クリント・ウォーカー     | 徳丸完                        |
| デントン准将                           | ロバート・ウェッバー     | 村松康雄                      |
| ミロ・ヴラデク                         | トム・バスビー           |                               |
| グレン・ギルピン                       | ベン・カルーザス         |                               |
| ロスコー・レヴァー                     | スチュアート・クーパー   |                               |
| カール・モーガン伍長                   | ロバート・フィリップス   |                               |
| セス・K・ソーヤー                      | コリン・メイトランド     |                               |
| タソス・R・ブラヴォーズ                | アル・マンシーニ         | 野本礼三                      |
| 不明 その他                            |                          | 兼本新吾                      |
| 日本語版スタッフ                       |                          |                               |
| 演出                                   | 演出                     | 高桑慎一郎                    |
| 翻訳                                   | 翻訳                     | 金子美南子                    |
| 効果                                   |                          |                               |
| 調整                                   |                          |                               |
| 制作                                   | 制作                     | 千代田プロダクション          |
| 解説                                   | 解説                     | 南俊子                        |
| 初回放送                               | 初回放送                 | 1975年2月6日 『木曜洋画劇場』 |

- 日本語吹替はスペシャル・エディションDVD〈2枚組〉に収録

※日本語吹替は上記の他、1977年にオムニバスプロモーションが制作したものも存在する。

## 小説『12人の囚人兵』
1965年に発表された原作『12人の囚人兵』は、200万部以上を売り上げ、10個の言語に翻訳されたベストセラー小説だった。元々ジャーナリストだったナサンソンは、戦時中に従軍カメラマンを務めていた友人ラス・メイヤーから聞いた「懲罰部隊」の話に触発され、執筆を行った。その後、ナサンソン自身の調査では、メイヤーが語ったような部隊の存在が確認できなかったため、フィクションとして発表された。メイヤーの話は、フィルシー・サーティーンとして知られる部隊に関する噂に基づいていると言われている。1987年、ナサンソンは続編として『A Dirty Distant War』を発表した。舞台は『12人の囚人兵』から3ヶ月後と設定され、ライズマンは抗日ゲリラを援護するべくフランス領インドシナに降下することになる。

## 制作
1963年、ロバート・アルドリッチは発表前の小説『12人の囚人兵』の映画化権を購入しようと試みていたものの、最終的にはMGMが80,0000ドルで買い取った。最初の脚本は、ハリー・デンカー（Harry Denker）がウィリアム・パールバーグとジョージ・シートンのために書いた。その後、パールバーグは『丘』の続編を構想していたケネス・ハイマンと交代し、シートンもスケジュールの都合で離脱した。さらにデンカーが手掛けたものを気に入らなかった原作者ナサンソンが新たな脚本の執筆を行ったがこれも拒否され、最終的にナナリー・ジョンソンがまた別の脚本を執筆した。
キャスティングに着手したハイマンは、ジョン・ウェイン、アルド・レイ、バート・ランカスターなどを主人公ライズマン少佐役の候補とした。その他にはジョージ・チャキリス、ニック・アダムス、ジャック・パランス、シドニー・ポワチエなども出演者の候補として名が挙げられた。キャスティングを手伝うためにアルドリッチが招かれ、この際にジョンソンの書いた脚本を修正させるためルーカス・ヘラーが雇われた。ジョン・ウェインが辞退した後、アルドリッチが推薦したリー・マーヴィンがMGMの承認を受け、ライズマン役に決定した。フランコ役のジョン・カサヴェテスは脚本を気に入っていなかったものの、スタンリー・クレイマーによってブラックリストに加えられた後、当時監督として自ら手掛けていた作品を完成させる資金を確保するためにハイマンの要求を受け入れ、出演に合意した。
1966年4月からイギリスで撮影が始まった。撮影期間は数ヶ月と当初考えられていたが、出演者のトラブルや天候不良が重なり、10月下旬まで延期された。この間に当時クリーブランド・ブラウンズの現役選手だったジム・ブラウンは、チームオーナーから降板するか罰金を払うかを迫られた末、現地で引退会見を開いた。トリニ・ロペスはフランク・シナトラからの助言に従って出演料の値上げを求め、最終的に降板を余儀なくされた。そのため、ロペスが演じたヘミネスはクライマックスの直前に死亡している。

## 評価
1967年6月15日、ニューヨークにて初演された。寄せられた批評は賛否両論であったものの、それでも本作は同年最大のヒット作となった。
Rotten Tomatoesでは、48件のレビューに基づく79%のスコアを付けている。Metacriticでは、11件のレビューに基づく73%のスコアを付けている。
アメリカン・フィルム・インスティチュート（AFI）が2001年に発表したスリルを感じる映画ベスト100では、65位に選ばれた。
本作が確立した、「特赦をちらつかされた犯罪者などから成る寄せ集めの部隊が特殊作戦に従事する」というプロットは、後の映画などに大きな影響を与えた。いわゆるマカロニ・コンバット映画にも、本作のプロットを模倣したものが多かった。

## 続編・リメイク
1980年代、本作の続編としていくつかのテレビ映画が制作された。このうち、2作目『ダーティ・ヒーロー/地獄の勇者たち』では、リー・マーヴィン演じるジョン・ライズマン少佐が再び主人公を務めたが、3作目および4作目では、テリー・サバラス演じるライト少佐が主人公を務めた。また、アーネスト・ボーグナインは4作全てでウォーデン将軍を演じた。
- ダーティ・ヒーロー/地獄の勇者たち（英語版）（1985年）[9]
- 殺人軍団ダーティ・ミッション/特攻大作戦3（英語版）（1987年）[10]
- 殺人軍団フェイタル・ミッション/特攻大作戦4（英語版）（1988年）[11]

このほか、1988年には全11話のテレビシリーズが制作された。
2019年、ワーナー・ブラザースはデヴィッド・エアーを監督・脚本に迎え、『特攻大作戦』の現代版リメイクを制作する計画を発表した。なお、エアーがかつて監督した『スーサイド・スクワッド』も、本作からの影響を受けた映画とされ、エアー自身もしばしば「スーパーヴィランの『特攻大作戦』」（Dirty Dozen with supervillains）と例えていた。